# Lisieczyńce
Lisieczyńce – wieś na Ukrainie w rejonie tarnopolskim należącym do obwodu tarnopolskiego.
Do 2020 w rejonie podwołoczyskim.